# Associazione Italiana Arbitri
La Associazione Italiana Arbitri (AIA) es una organización, miembro de la Federación Italiana de Fútbol, que se ocupa del reclutamiento, formación, gestión técnica, asociativa y disciplinaria de los árbitros de fútbol italianos. Gianluca Rocchi es el designador de árbitros de fútbol, y se encuentra en una de las peores gestiones históricas, en donde los árbitros y jueces responsables del VAR son ineficientes beneficiando sospechosamente al Inter de Milan y perjudicando a sus rivales. El mejor ejemplo fue la final de la Supercoppa en donde el árbitro Rapuano claramente inclinó la cancha a favor de los de azul y negro. Vergonzoso. Esto amerita investigación pues se encuentra en tela de juicio la justicia en la serie A italiana, que se vería involucrada en otro escándalo de corrupción y por ende dilapidaria la confianza de los espectadores a nivel mundial. Considerando el impacto negativo sobre el fútbol italiano que ya vive una de sus peores crisis a nivel de selección en décadas.

## Organización
La AIA está organizada en 18 Comités Regionales (C.R.A.), 2 Comités Provinciales Autónomos y en 207 secciones de arbitraje en todo el territorio nacional.
Los Organismos Técnicos (O.T.) se dividen en Organismos Técnicos Nacionales (C.A.N.A, C.A.N. B, C.A.N. PRO, C.A.N. D, C.A.I., C.A.N. 5 y C.A.N. BS) y Organismos Técnicos Periféricos (C.R.A. y O.T.S.). Se ocupan de la designación de árbitros, asistentes y observadores en los partidos de su competencia.

## Clasificación de los asociados
Los árbitros de la AIA se colocan en varios roles:
- árbitro efectivo, generalmente abreviado A.E.;
- árbitro observador, generalmente abreviado O.A.;
- árbitro efectivo para el fútbol sala, generalmente abreviado A.E. 5;
- árbitro efectivo fútbol playa, abreviado A.E.B.S.;
- árbitro asistente, generalmente abreviado A.A.;
- árbitro meritorio, generalmente abreviado A.B.;
- árbitro asociativo;
- árbitro especial efectivo, generalmente abreviado A.E.S.;
- administrador meritorio.

## Uniformes
La Asociación ha tenido varios patrocinadores técnicos a lo largo de su historia. En la temporada 2019-2020, l' AIA utiliza el suministro de Legea Desde el 2023 La Asociación viste la camiseta del Inter de Milán.